# Ilybius gagates
Ilybius gagates is een keversoort uit de familie waterroofkevers (Dytiscidae). De wetenschappelijke naam van de soort is voor het eerst geldig gepubliceerd in 1838 door Aubé.